# 1-й український полк імені Богдана Хмельницького
Пе́рший украї́нський піхо́тний по́лк і́мені Богда́на Хмельни́цького — перша українська військова частина в російській армії. Сформована 18 квітня (1 травня) 1917 року в Києві на добровільних засадах. Створення полку поклало початок українізації військових частин у російській армії.
Вояків полку історично називали богданівцями.

## Назви
- 1-й український козацький полк імені гетьмана Богдана Хмельницького
- Сердюцький полк ім. Богдана Хмельницького
- 3-й Запорізький ім. гетьмана Б. Хмельницького піхотний полк
- 4-й запорізький полк Запорізького корпусу

## Передумови створення
24 (11) березня 1917 року військове віче (1000 солдатів і офіцерів) ухвалило організувати Український охочекомонний (добровільний) полк.
На початку квітня (за ст.ст.) на етапно-розподільному пункті в Києві зібралося близько 3 тис. солдатів-українців, які заявили командуванню Київського військового округу (КВО) про своє бажання утворити 1-й охочекомонний піший полк ім. гетьмана Б. Хмельницького.
Їхнє рішення зустріло різко негативне ставлення як з боку командування КВО, так і представників російських партій в київських радах.
28 (15) квітня вимогу солдатів-українців підтримала Українська Центральна Рада. Організацію українського полку відстоювали представники Українського військового клубу імені гетьмана Павла Полуботка. Саме завдяки наполегливій праці Клубу Полуботка і було сформовано цей полк

## Створення полку імені Хмельницького

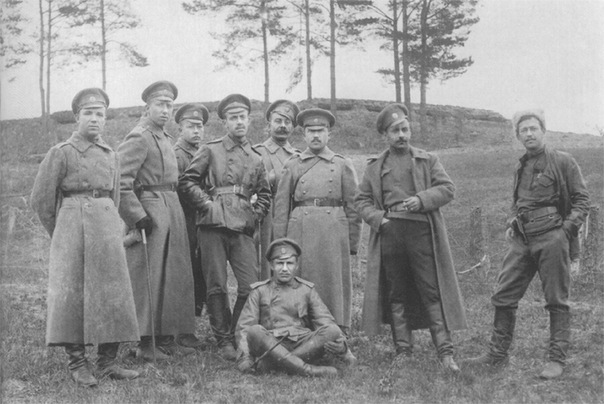
Старшини 1-го Українського козацького полку ім. Б.Хмельницького на позиціях біля м. Скалат, вересень 1917 р.

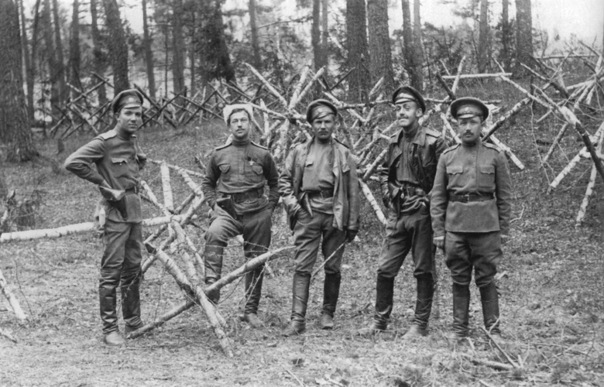
Старшини 1-го Українського козацького полку ім. Б. Хмельницького біля польових загороджень, збудованих у районі населених пунктів

18 квітня 1917 року на влаштованому клубом святі, в якому брали участь частини київського гарнізону і солдати-українці з розподільного пункту, останні проголосили себе Першим українським козацьким ім. гетьмана Б. Хмельницького полком на чолі з обраним ними командиром штабс-капітаном Д. Путником-Гребенюком (Даміан Путник-Гребенчук).
Поки тривали переговори з командуванням КВО, у казармах на вул. Васильківській розпочалося формування полку — організовано сотні та обрано старшин. Після поїздки делегації українців до командування Південно-Західним фронтом ген. О. Брусилова 4 травня (21 квітня) було отримано дозвіл на формування охочекомонного українського полку, але в київському гарнізоні мали залишитися тільки 500 осіб.

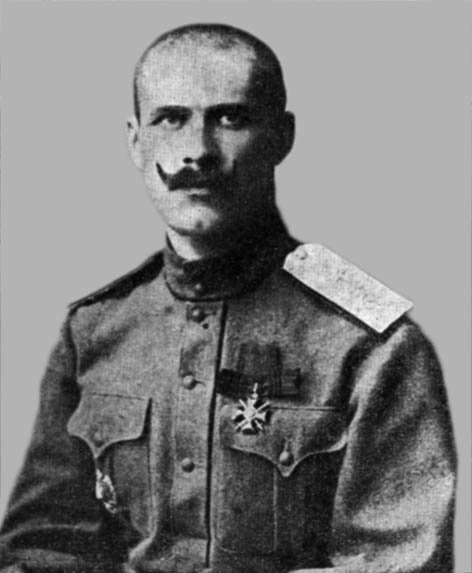
Командир полку Юрій Капкан

Перший Український військовий з'їзд 1917 підтримав формування першої української військової частини, вимагаючи зарахувати до її складу всіх 3200 осіб, що записалися до полку, і призначив командиром полковника Юрія Капкана.
Структура полку відповідала зразкам російських полків того часу: складався з 4 куренів (батальйонів) у складі 4 сотень кожний, кулеметної сотні, відділи піших та кінних розвідників, відділ зв'язку, господарська сотні й медчастини.
Наступне військове формування Перший Сімферопольський Полк імені гетьмана Петра Дорошенка був створений в Сімферополі 24 квітня 1917 року

## Розстріл богданівців

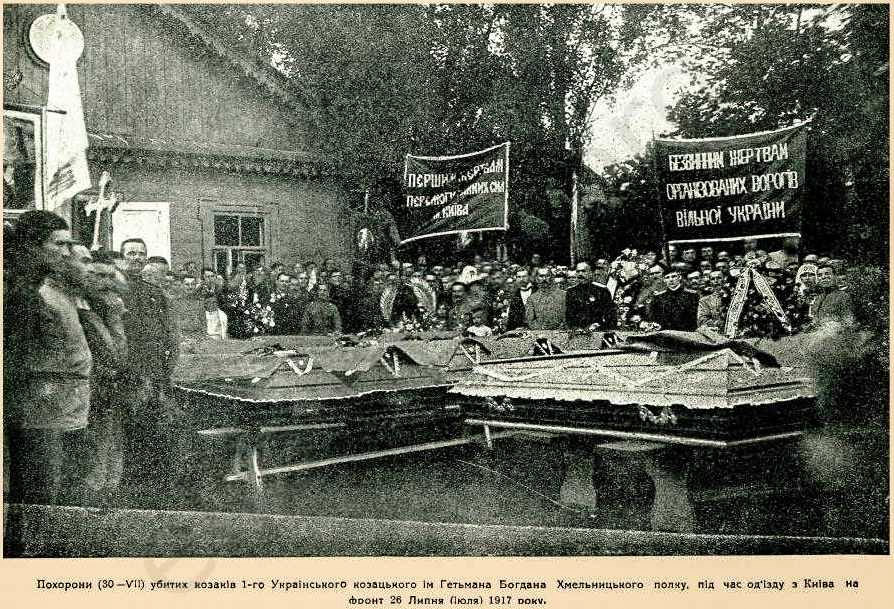
Похорон убитих богданівців на Замковій горі

Після невдалої спроби Полуботківців проголосити Незалежну Українську державу, Центральна Рада почала з підозрою ставитись до будь-яких військових патріотично налаштованих частин. Оскільки УЦР не здатна була впоратися з їх виступом, їй на допомогу прийшла російська «військово-демократично-революційна» частина влади Київської округи, що вбачала у створенні формації ознаки «дезертирства», яке здатне зруйнувати російський фронт. Російська преса усіх напрямків, від «Киевлянина» до «Киевской мысли», включно РРСД почали таврувати створення полку як страшний злочин проти революції, завітів демократії тощо.
На початку серпня 1917 року командувач Київського військового округу відправив на фронт усі українізовані підрозділи. 8 серпня (26 липня) під час відправлення двох ешелонів із полком імені Богдана Хмельницького між богданівцями і вояками російського Подільського кірасирського полку стався конфлікт. Кілька козаків українського полку почали салютувати пострілами вгору. Однак командір кірасірського ескадрона наказав обстріляти другий ешелон із кулеметів і гвинтівок, унаслідок чого було вбито 31 богданівця. На станції Пост-Волинський кірасири і донські козаки оточили й заарештували богданівців. Після роззброєння їх били прикладами, а деяких поранили шаблями. 12 серпня полеглих вояків Богданівського полку поховали на Замковій горі. Запрошений на панахиду російський єпископ Димитрій, який напередодні освячував відправлення полку на фронт, відмовився відспівувати полеглих.
Порушена УЦР справа щодо цієї провокації так і не була завершена.

## На фронті
На фронті Богданівський полк ніс службу в складі 10-ї піхотної дивізії 5-го армійського корпусу 11-ї армії Південно-Західного фронту. Там підрозділ знайшов в особі Петра Болбочана дієздатного опікуна. Користуючись своїм досвідом, він зміцнює полк новобранцями, допомагає богданівцям матеріально. Після реорганізації полку, з частини його складу було виділено новий полк, який складався з прибічників Центральної Ради. Він отримав назву 1-го Республіканського піхотного полку, а його командиром було затверджено Петра Болбочана. Богданівці відзначалися бойовим завзяттям у військових операціях.
20 жовтня (2 листопада) 1917 року в Києві мав розпочатись Третій всеукраїнський військовий з'їзд. На з'їзд прибули і делегати-богданівці: інженер Макаренко, Микола Ґалаґан, полковий господар І. Андрущенко та командир полку Юрій Капкан — як член Українського генерального військового комітету. Делегати з'їзду обрали Командиром «з'їздівського» полку — Юрія Капкана, а полковим ад'ютантом — Миколу Ґалаґана, який, згодом створював та керував цією частиною.
Після повернення делегатів богданівського полку з військового з'їзду, командуванням підрозділу було ухвалено рішення повертатися до Києва.
15 (28) листопада 1917 р. був виданий наказ № 1 по 1-й Сердюцькій дивізії. В ньому підполковник Ю. Капкан оголосив про свій вступ до виконання обов'язків начальника з'єднання. Також зазначалося, що до складу дивізії увійшли полки: 1-й Український Гетьмана Богдана Хмельницького, 2-й Український Гетьмана Павла Полуботько (так у тексті), 1-й Український запасний та 1-й Георгіївський запасний. Всі вони отримали нові назви. Богданівський полк отримав назву «Сердюцький Гетьмана Богдана Хмельницького полк».
Богданівці брали участь у роззброєнні лояльних до більшовиків частин під час Листопадового повстання. При їх роззброюванні згинув один Богданівець, а шістьох було поранено.

## Радянсько-українська війна

### Оборона Полтави
У першій половині грудня 1917 року 3-й курінь полку вирушив до Полтави проти групи більшовицьких військ під проводом Муравйова, що прямувала на Полтаву-Київ. Разом з богданівцями до Полтави були відправлені сотня матросів Чорноморської фльоти, кінна сотня полку ім. Т. Шевченка і 4 автопанцерники. З погіршенням ситуації на цьому відтинку (можливого повстання полтавської залоги, 4-го запасного полку та відділу військової авіації та ін.) прибув до Полтави увесь Богданівський полк, який і повів рішучу боротьбу з п'ятою колоною та забезпечив Полтаву від нападу большевицьких військ як з Харкова так і від сторони Лозової. 15 (28) грудня в «Європейському» готелі був вбитий командувач полку штабс-капітан Ластовченко.
Втрата командира полку здійснила гнітюче враження на богданівців. Після виходу наказу про демобілізації армії 1-й і 2-й курені полку повернувся до Києва, де більшість військовослужбовців була демобілізована, в полку залишилося 250—300 старшин і козаків.
Інакшим чином склалася доля 3-го куреня богданівців, який залишився в Костянтинограді для оборони залізниці з боку Олександрівська та Харкова. 20 (7) січня 1918 року в місті Костянтинограді відбулося об'єднання загонів М.Муравйова, що наступали з Полтави, та П. Єгорова, які рухалися з Катеринослава і Лозової. У цьому місті знаходився курінь богданівців, який мав у своєму складі понад 500 багнетів. Однак сили були надто нерівні, оскільки в Муравйова та Єгорова було понад 3000 бійців. Шлях до відступу для богданівців був відрізаний з усіх боків, і їхнє командування не знайшло нічого ліпшого, як капітулювали. Так без єдиного пострілу більшовики роззброїли та розпустили частину Богданівського полку.

### Січневе повстання
У кінці січня 1918 рештки підрозділу (бл. 300 вояків) були залучені до придушення Січневого повстання. При чому частину оборонців «Арсеналу» (бл. 100—150 бійців) становили збільшовичені частини богданівців. 29 (16) січня 1-й і 2-й курені полку підтягнулися до заводу Арсенал і брали участь в перших спробах його штурму. Наступного дня спроби штурму припинилися і богданівці були залучені до облоги заводу. У цей день найбільше дісталося 1-му куреню богданівців, який засів у своїх казармах на Московській вулиці поруч з «Арсеналом». Богданівці, вікна казарм яких виходили на подвір'я арсенальців, вели невпинну стрільбу по заводу і таким чином всю увагу більшовиків «Арсеналу» концентрували на собі. Останні за всяку ціну прагнули вибити богданівців з казарм. 31 (18) січня богданівці взяли участь у чергових безуспішних спробах штурму Арсеналу. 2 лютого (20 січня) після вдалих дій українських підрозділів, підсилених новоприбулими підкріпленнями), серед оборонців Арсеналу почалася паніка і збільшовичені богданівці здезертирували і здалися червоним гайдамакам, які передали їх богданівського полку. Очільник дезертирів прапорщик Калениченко був розстріляний богданівцями на місці. 3 лютого (21 січня) відбувся вірішальний штурм Арсеналу. богданівці атакували в складі першої колони на чолі з Симоном Петлюрою. Колона мусила увірватись до «Арсеналу» з боку Микільської вулиці та пам'ятника Кочубею та Іскрі. Після взяття «Арсеналу» нарешті вдалося зв'язатись і з 1-м куренем Богданівського полку, який ці шість діб був замкнений у своїх казармах та вів бій в оточенні. Практично всі вояки куреня були напівпритомні. З 140 богданівців залишилось лише 60, — всі інші були вбиті або поранені. Всього богданівський полк втратив в боях з повстанцями близько 130 чоловік.

### Оборона Києва
На момент початку штурму Києва більшовиками полк налічував близько 170 бійців. Богданівці розміщувалися в своїх казармах біля Арсеналу і складали резерв оборонців Києва. 7 лютого (25 січня) богданівці вступили в перші сутички з більшовиками, а вже ввечері почався відступ українських підрозділів з Києва. Після відступу з Києва, захисники столиці зібралися в Ігнатівці, де була проведена реорганізація війська. За час оборони Києва богданівці втратили 50 бійців, 120 вояків, в підрозділі залишилося 120 бійців, які утворили 3-тю і 4-ту сотні 1-го Запорізького куреня новоствореного Окремого Запорізького загону. Під час відступу з Києва був загублений прапор Богданівського полку. За суворими військовими правилами, частина, яка втратила свій бойовий прапор, мусила бути розформована. Так на цей раз повелися і з богданівцями. Вже після повернення українських військ до Києва виявилося, що прапор Богданівського полку переховували в місті кілька козаків-богданівців. Віднайшовши прапор, богданівці отримали згоду на відродження полку імені Б.Хмельницького.

### Похід на Волинь і повернення до Києва
Після реорганізації війська УНР вирушили в похід на Волинь. 11 лютого (29 січня) 1-й Запорізький курінь разом з іншими українськими частинами прибув до Житомира. 14(1) лютого Запорізька група ввійшла до Коростеня, звідки 15(2) лютого 1-й Запорізький курінь був висунутий на станцію Звягель. Туди ж почали прибувати перші частини 2-ї Фінляндської стрілецької дивізії. 1-й Запорізький курінь вирішив самостійно роззброїти ешелони фінляндців. Однак ті поставили суттєвий опір та оточили 1-й Запорізький курінь. За таких умов під Звягель довелося кинути 2-й та 3-й Запорізькі курені, які й визволили 1-й курінь з оточення. Фінляндці були розлючені на українські війська, які намагалися їх роззброїти, а тому й далі зі зброєю в руках вирішили собі торувати шлях на батьківщину через Коростень та Овруч. Полковник К.Присовський ухвалив рішення відвести Запорізьку групу з Коростеня та відступити до Житомира, щоб дати дорогу фінляндській дивізії.
17 (4) лютого Прісовський повів Запорізьку групу на Бердичів звідки на Житомир насувалися загони Кіквідзе. Відбувся бій, після якого обидва підрозділи відступили до своїх міст і почали готувати їх до оборони.
21 (8) лютого українськими підрозділами було встановлено контакти з німецькими військами, які почали наступ проти більшовиків.
25 (12) — 26 (13) лютого Запорізька група вела бої за Бердичів, які закінчилися відступом з міста загону Кіквідзе і встановлення там української влади. 28 (14) лютого запорожці з Бердичева рушили на Київ, північніше з Коростеня наступали січовики та гайдамаки. На підступах до Києва, біля колонії Северинівки під Бучею, були розгромлені рештки загону В.Кіквідзе, в самому місті більшовицьких військ вже майже не було. 1 березня 1918 року українські війська ввійшли до Києва.

### Відновлення полку та наступ на Донбас
Після визволення Києва Запорізький загін було реорганізовано в дивізію, богданівці, поповнившись добровольцями, розгорнулися у курінь: дві піших, одна кінна та одна кулеметна сотні. Курінь ввійшов до складу 1-го Запорізького полку ім. Дорошенка.
27 березня було звільнено Полтаву, Запорізька дивізія затрималася на кілька днів. Тут був відроджений богданівський полк, формування відродили під назвою 3-й Запорізький піший полк імені Гетьмана Богдана Хмельницького.
3 квітня Запорізька дивізія була розділена на дві групи: Харківську під проводом Болбочана та Слов'янську, яку очолив В.Сікевич. Богданівський полк увійшов до Слов'янської групи. Богданівці брали участь у визволенні Слов'янська (17 квітня) та Дебальцевого (28 квітня). Донбаська кампанія завершилася для богданівців на станції Колпакове, куди підрозділ прибув 30 квітня. Тоді ж група Сікевича отримала завдання зупинити наступ. В подальшому Слов'янська група несла охоронні функції на Донбасі, а наприкінці травня, об'єдналася з Кримською групою в Окрему Запорізьку дивізію і перебазувалася на північ Луганщини, де зайняти демаркаційну лінію з більшовицькою Росією.
Після початку Антигетьманського повстання богданівський полк разом з Запорізькою дивізію перейшов на сторону Директорії.

### Бої на Лівобережжі
Перед початком наступу більшовиків богданівський полк виконував завдання з охорони залізниці на ділянці Куп'янськ — Валуйки.
В кінці листопада 1918 повстанські загони на чолі з Авіловим зайняли Валуйки. 27 листопада близько 500 богданівців вибили більшовиків з Валуйків. Але в зв'язку з малою чисельністю і відсутністю артилерії, богданівці не могли утримувати місто проти переважаючих в кількості більшовиків, тому було ухвалено рішення цього ж дня відступити до станції Уразово. Вночі, під натиском більшовиків, богданівцям довелося відійти до станції Тополі. На станції полк отримав гармату, яка прийшла з Куп'янська, і наказ триматися. Наступного дня богданівці домовилися з більшовиками про перемир'я, але перемир'я не завадило більшовикам атакували українців і змусили їх відійти до станції Дворічна. Тим часом в Куп'янську, німці, що відступали, обезброїли охорону богданівців і захопили обоз. Але після перемовин з командиром полку, німці повернули захоплене майно. По від'їзді німців вночі більшовики атакували богданівців і вибили їх з Куп'янська, чимало вояків полку потрапило в полон. Так як шлях на Харків був відрізаний, богданівці відступили на станцію Попасна, звідки мали вирушити на Бахмут для його оборони від Денікінських військ, та коли стало зрозуміло, що білі не становлять загрози, полк вирушив через Харків та Чугуїв і зайняв позиції в районі станції Бурлуцький. Тут богданівцям вдалося відбити наступ більшовиків, перейти в контратаку і захопити в полон чимало більшовиків. Вже на підходах до Куп'янську, богданівці отримали наказ відійти до резерву в місто Чугуїв і передати позиції Наливайківському полку.
28 грудня відбувся бій між Дорошенківським полком і більшовиками під Козачою Лопаню, де українські війська зазнали поразки. Богданівцям було наказано зайняти і боронити станцію Мерефа, де знаходилися склади з великою кількістю різного майна з часів Першої Світової війни. Тут богданівський полк вів виснажливі бої з переважаючими силами більшовиків, в яких поніс великі втрати. Після боїв підрозділ відступив до Лозової, де Гайдамацький полк разом з 36-м полком 6-го Полтавського корпусу відбивалися від загонів Махна. По приїзді богданівців Гайдамацький полк вирушив на Полтаву. Богданівський полк разом з 36-м утворили Лозівську групу, яку очолив командир богданівців Лазуренко.
16 січня зі станції Мерефа до Лозової підійшли більшовицькі війська. Вночі більшовикам вдалося вибити курінь богданівців зі станції Панютине і перерізати шлях на Полтаву, чим позбавили богданівців зв'язку зі штабом Болбочана і рештою 1-ї Запорізької дивізії. 17 січня більшовики зайняли Лозову. Лозівська група почала відхід ґрунтовими шляхами до Катеринослава. Під час відступу в районі Михайлівки на Лозівську групу напали махновці, але зазнали поразки. 19 січня Лозівська група прибула в Новомосковськ, а 20-го — в Катеринослав. В цей час полк налічував 1500 бійців. По прибуттю в Катеринослав дисципліна місцевої залоги справила на старшин богданівського полку дуже погане враження, тому було ухвалено рішення вирушити в Кременчук на з'єднання з рештою дивізії. Але, після вмовлянь делегації від місцевої влади, богданівці приєдналися до оборони міста, яку очолював полковник Гулогий-Гуленко, і зайняли оборону на найважливішій ділянці в районі Нижньодніпровську та залізничного моста. Після 3 днів боїв з більшовицькими частинами богданівці залишили місто і виїхали на з'єднання зі своєю дивізією, що стояла на ст. Бобринська.

### Бої на Півдні України та відворот до Румунії
По дорозі до станції Бобринська, в районі ст. Знам'янка, богданівцям довелось вести бої з «Січчю» отамана Божка, який ніби помилково прийняв богданівців за більшовиків, а на ст. Цибулька — з бандою Коцура. Врешті-решт богданівцям вдалося об'єднатися із Запорізькою дивізією. Після нетривалого відпочинку богданівцям довелось вирушити на вузлову станцію Христинівка і далі на ст. Тольпи проти більшовиків. До Богданівського полку додано невеликий загін отамана Кобзи. За два тижні Запорізьку дивізію відведено на відпочинок до Умані. Але за тиждень богданівцям знов наказано вирушити в район Гайсина перерізати вузьколінійну залізницю Вінниця — Гайсин, якою користувалися більшовики. Полк вів бої в Гранові, коло монастиря в Тульчині і перед переважаючими силами більшовиків відійшов до Вапнярки.
Після авантюри Омеляна Волоха на ст. Зятківці, де він оголосив старшинам Запорізького корпусу про наміри вести перемовини з більшовиками, яка справила згубний вплив на Запорізький корпус, більшовики зайняли вузлову станцію Жмеринка. Вся Південна українська група опинилася відрізана від армії УНР. На нараді командирів Запорізького корпусу було вирішено відступати до Одеси, де перебувала армія Антанти. На ст. Роздільна підрозділи українських військ були обстріляні бронепотягом григор'ївців. Атаку вдалося відбити. Від полонених була отримана інформація, що Григор'їв перейшов на сторону більшовиків, а війська Антанти евакуйовуються з Одеси. На нараді було вирішено похід на Одесу припинити і відійти на Тирасполь-Бендери, а далі через Румунію — на з'єднання з Українською Армією. 18 квітня 1919 року під Тирасполем відбувся цілоденний кривавий бій з більшовиками, які хотіли притиснути запорожців до Дністра, щоб там їх знищити. Але українським військам вдалося відбити всі їх атаки. Запорізький корпус переїхав через Румунію і біля Заліщик перейшов через Дністер в Галичину. Усю зброю, амуніцію, частину обозів і харчів румуни відібрали.

### Зимовий похід
Підрозділ припинив своє існування під час Першого зимового походу. На той час богданівці ймовірно були 6-м загоном Запорізької групи. 11 січня, після зайняття Умані, переважна більшість бійців загону були обезброєні підрозділом Омеляна Волоха.

## Командний склад
Станом на 18 квітня 1917 року[перевірити]
- командир — Путник Гребенюк Даміан Михайлович уродженець Лебедина

Старші унтер-офицери — старші урядники
- Ярошенко Семен — Полтавська губ. с. Римківка.
- Дмитриченко Василь — Чорнобиль
- Лукіяненко Іван — П'ятигірці
- Ізбицький Станислав — Фастів
- Мичка Григорій — Ічня

Молодші унтер-офіцери — молодші урядники
- Герасименко Олексій
- Тарасенко Назар
- Харченко Іван
- Цвілія Михайло
- Шеходько Осип
- Романенко Порфірій
- Сницарь Яків

### Командири полку
- (1-6 травня 1917) — штабс-капітан Путник Гребенюк Даміан Михайлович.
- (травень-серпень 1917) — підполковник Капкан Юрій Євгенович.
- (серпень — 8 вересня 1917) — підполковник Василевський[17]
- (8 вересня — листопад 1917) — підполковник Капкан Юрій Євгенович.[18]
- (листопад-грудень 1917) — штабс-капітан Ластівченко Юрій Іванович.
- (січень-серпень 1918) — підпоручник (при відставці значковий) Шаповал Олександр Андрійович.
- (серпень-листопад 1918) — підполковник Луб'яницький.
- (листопад 1918 — червень 1919) — штабс-капітан Степан Лазуренко.
- (червень 1919 — січень 1920) — штабс-капітан Кириченко Федот Іванович.

### Капелани
- Маринич Микола Агафонович

## Військовики полку
- Ластівченко Юрій Іванович — командир полку
- Базилевський Павло Михайлович — старшина
- Барвінський Борис Федорович — старшина
- Ґалаґан Микола Михайлович — прапорщик, ад'ютант, голова полкової ради солдатських депутатів
- Кобизький Іван Митрофанович — командир 1-ї кулеметної сотні
- Лазуренко Степан Савич — один із засновників полку, полковник
- Самійленко Степан Сергійович — підполковник, командир кулеметної сотні, згодом — командир 4-го куреня.
- Лощенко Семен Матвійович — підпоручник, учасник бою під Крутами
- Ніговський Іван Миколайович — старшина
- Сім'янцев Валентин Іванович — козак (в еміграції сотник), учасник Першого зимового походу

|                                                           |  |  |
| Ювілейна монета НБУ присвячена полку ім. Б. Хмельницького |  |  |

## Вшанування пам'яті
- 26 липня 1917 р. на залізничній станції Пост-Волинський кірасири білогвардійці з кулеметів розстріляли вояків 1-го Українського полку ім. Богдана Хмельницького, які їхали на фронт. 22 липня 2015 року на цьому місці відкрили меморіальну дошку.
- На честь самого полку, а також на честь Богдана Хмельницького, названо Окремий президентський полк імені гетьмана Богдана Хмельницького.
- У 2017 році на державному рівні в Україні відзначався ювілей — 100 років з часу утворення Першого українського полку імені Богдана Хмельницького та початку формування українських збройних сил (1 травня 1917).[19]
- У місті Мерефі, Харківського району, Харківської області 30.08.2022 року на XXIV сесії Мереф'янської міської ради депутати проголосували за перейменування вулиці Чернишевського на вулицю Козаків Богданівців[20]

### В літературі
- Частина книга Валентина Сім'янцева «Чорні запорожці» описує його перебування в складі кінної сотні богданівського полку.

### Довідки
- О. Й. Щусь. Богданівський Полк [Архівовано 8 березня 2016 у Wayback Machine.] // Енциклопедія історії України : у 10 т. / редкол.: В. А. Смолій (голова) та ін. ; Інститут історії України НАН України. — К. : Наукова думка, 2003. — Т. 1 : А — В. — С. 312. — ISBN 966-00-0734-5.

### Публіцистика
- Ярослав Тимченко, Бій за Київ: Петлюра проти Муравйова [Архівовано 20 листопада 2008 у Wayback Machine.] // personal-plus.net — № 10 (262) 13-19 березня 2008
- Володимир Горак, Славетний командир «запорожців». Частина 1 [Архівовано 25 липня 2021 у Wayback Machine.], Славетний командир «запорожців». Частина 2 [Архівовано 2 березня 2022 у Wayback Machine.] // День, — 18, 25 квітня 2008

### Інше
- Роман Коваль, Так творилася Українська революція [Архівовано 2 лютого 2019 у Wayback Machine.], уривок з книги «Багряні жнива Української революції» // ukrlife.org
- Виступ полуботківців
- http://vijsko.milua.org/i1_3.htm [Архівовано 8 лютого 2019 у Wayback Machine.]
- Денис Ковальов, Перша перемога над червоними: Як полк Богданівців дав по зубах більшовикам // pravyysektor.info, 01.11.2017